# Ludność Tarnowskich Gór

## LudnośćTarnowskich Gór
- 1813 –2 000 (w tym 15 Żydów)[1]
- 1822 – 2 143   (w tym 45 Żydów)[1]
- 1825 – 2 341   (w tym 103 Żydów)[1]
- 1831 – 2 878   (w tym 141 Żydów)[1]
- 1846 – 4 238   (w tym 267 Żydów)[1]
- 1852 – 4 500   (w tym 306 Żydów)[1]
- 1861 – 5 533   (w tym 415 Żydów)[1]
- 1885 – 8 618[2]
- 1890 – 9 982   (w tym 565 Żydów)[3]
- 1905 – 12 721[3]
- 1910 – 13 582[3]
- 1931 – 15 773
- 1939 – 18 000
- 1946 – 18 427   (spis powszechny)
- 1950 – 23 115[1]   (spis powszechny)
- 1955 – 26 165
- 1960 – 28 612[1]   (spis powszechny)
- 1961 – 29 400
- 1962 – 29 700
- 1963 – 30 500
- 1964 – 31 400
- 1965 – 31 787
- 1966 – 32 000
- 1967 – 32 600
- 1968 – 32 800
- 1969 – 33 400
- 1970 – 34 400[1]   (spis powszechny)
- 1971 – 35 000
- 1972 – 35 500
- 1973 – 42 700
- 1974 – 49 200
- 1975 – 62 265   (włączono Miasteczko Śląskie i Strzybnicę)
- 1976 – 62 800
- 1977 – 62 900
- 1978 – 64 100[1]   (spis powszechny)
- 1979 – 65 900
- 1980 – 66 729
- 1981 – 68 430
- 1982 – 70 246
- 1983 – 71 054
- 1984 – 72 160
- 1985 – 72 922
- 1986 – 73 667
- 1987 – 74 288
- 1988 – 73 008[1]   (spis powszechny)
- 1989 – 73 743
- 1990 – 74 059
- 1991 – 74 447
- 1992 – 76 920   (największa liczba ludności w historii miasta)
- 1993 – 75 548
- 1994 – 67 305   (odłączono Miasteczko Śląskie)
- 1995 – 66 935
- 1996 – 66 631
- 1997 – 66 477
- 1998 – 66 137
- 1999 – 63 126
- 2000 – 62 764
- 2001 – 62 468
- 2002 – 62 060   (spis powszechny)
- 2003 – 61 708
- 2004 – 61 566
- 2005 – 61 255
- 2006 – 60 997
- 2007 – 60 975
- 2008 – 60 857
- 2009 – 60 746
- 2010 – 60 843
- 2011 – 60 889   (spis powszechny)
- 2012 – 61 002
- 2013 – 59 684   (wg danych Urzędu Stanu Cywilnego w Tarnowskich Górach)
- 2014 – 60 879[4]
- 2016 (30 VI) – 61 099[5]
- 2016 (31 XII) – 61 229[6]
- 2019 (31 XII) – 58 988 (wg danych Urzędu Stanu Cywilnego w Tarnowskich Górach)

## Powierzchnia Tarnowskich Gór
- 1995–2005 – 83,47 km²
- 2006–2018 – 83,72 km²
- od 2019 – 83,88 km²